# 마페이 1
마페이 1(영어: Maffei 1)은 카시오페이아자리에 있는 타원 은하이다.

## 소속 은하군
한때, 국부 은하군의 일원으로 여겨진 적이 있었지만, 지금은 자신만의 은하군, IC 342/마페이 은하군에 속한 것으로 알려져 있다.

## 명칭의 유래
은하의 명칭은 1967년에 적외선 방출 관측을 통해 이 은하와 그 이웃 은하인 마페이 2를 발견한 파올로 마페이의 이름을 따서 붙여졌다.

## 형태

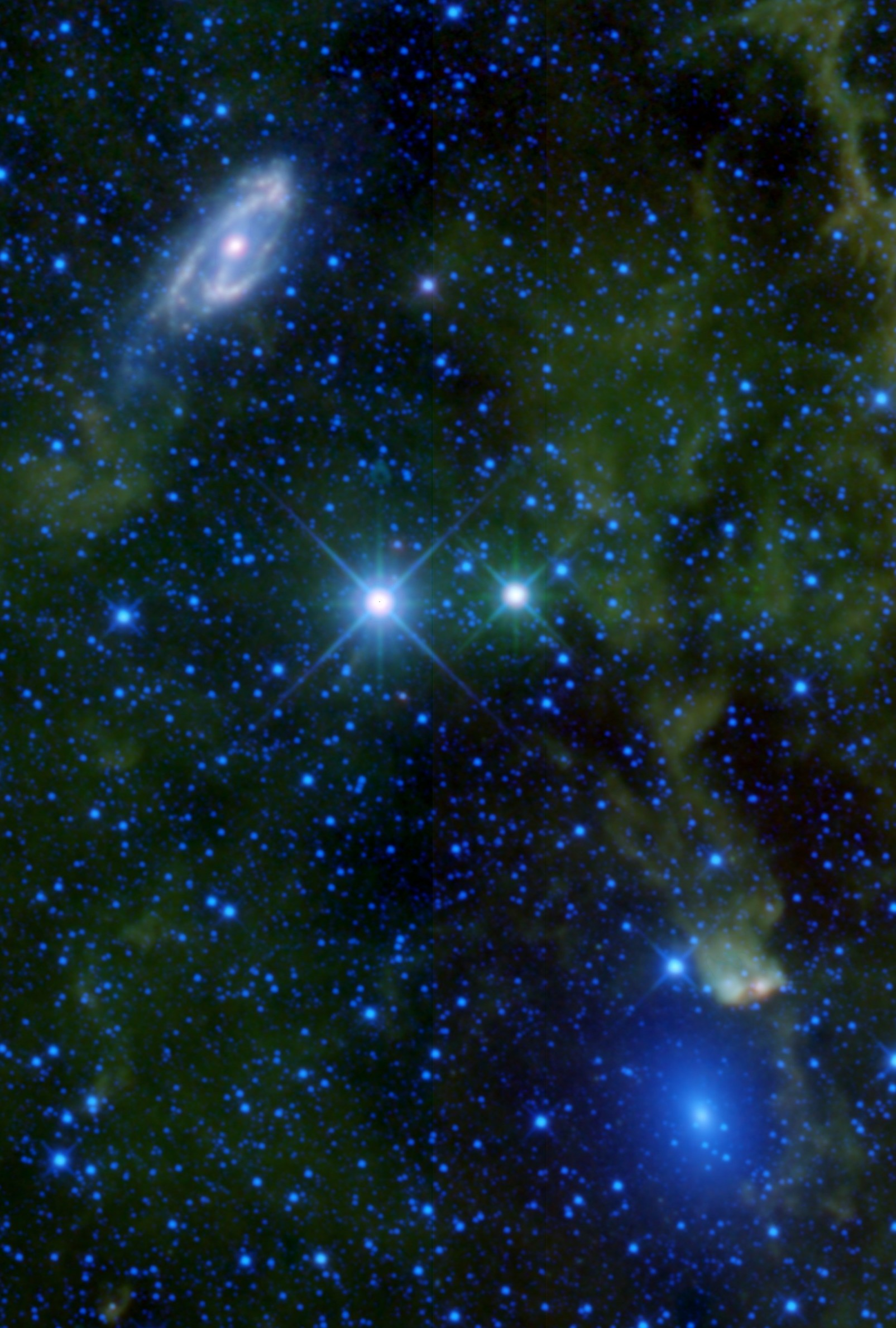
마페이 1은 위 사진의 우측 하단 근처에서 보이는 푸른색 타원 모양의 천체이다. 좌측 상단의 나선은하는 마페이 2이다.

마페이 1은 약간 평탄한 핵형 타원 은하이다. 상자 형태를 띠고 주로 늙은 금속 풍부성으로 이루어져 있다.

## 은하핵
계속해서 별들로 이루어진 매우 작은 청색의 은하핵을 가지고 있다. 모든 거대타원은하와 같이, 마페이 1은 두드러지는 분포의 구상 성단들을 가지고 있다. 마페이 1은 우리 은하로부터 3~4 Mpc만큼 떨어진 곳에 위치한다. 이 은하는 우리 은하로부터 가장 가까운 거대타원은하이다.

## 관측의 어려움
마페이 1은 회피대에 위치하며 우리 은하의 별과 먼지로 심하게 가려져 있다. 만약 이 은하가 회피대에 가려지지 않았다면, 하늘에서 가장 크고(보름달의 크기의 약 3/4배) 가장 밝으며, 가장 유명한 은하 중 하나였을 것이다. 마페이 1은 매우 어두운 하늘에서 30~35cm 또는 그보다 거대한 망원경을 이용하여 가시적으로 관측될 수 있다.

## 거리
지구에서 약 3~4 메가파섹(900만 광년) 만큼 떨어져 있다.
처음 발견되었을 때에는 거리가 320만 광년으로 추측되면서 국부 은하군에 속해있다고 추정되었으나 이후 적색 거성의 색지수를 분석한 결과 거리가 900만 광년 이라는 결과가 나왔다.

## 구상 성단
일반적인 타원 은하같이 평균적으로 100억 년의 나이를 가진 1,100개의 많은 구상 성단이 존재한다고 한다.

## 안드로메다 은하와의 상호 작용
안드로메다 은하와 상호 작용을 한 뒤, 튕겨저 나간 설이 있기도 하다.

## 발견
이탈리아의 천문학자 파올로 마페이는 적외선 천문학의 선구자 중 한명이었다. 1950년대에서 60년대까지, 초근적외선 영역(I-대역, 680~880 nm)에서 천체에 대한 고해상도 사진을 얻기 위해 마페이는 화학적으로 극도로 민감한(hyper-sensitized) 표준 이스트먼 감광유제 I-N을 이용하였다. 극도의 민감화를 이루기 위해서 마페이는 그것을 3~5분 동안 5% 암모니아수에다 담구었다. 이 방법을 통해 감도는 열 배 정도까지 향상되었다. 1957년에서 1967년 사이에, 마페이는 이 기법을 이용하여 구상성단, 행성상성운과 같은 많은 천체들을 관측하였다. 이들 천체 중 일부는 청색(250-500 nm)에 민감한 건판에서 보이지 않았다.
마페이 1 은하는 1967년 9월 29일 아시아고 천문대의 슈미트 망원경과 연동한 극도로 민감한 I-N 사진건판을 통해 발견되었다. 마페이는 무정형성운과 황소자리 T형 별을 탐색하는 과정에서 마페이 1과 함께 그것의 동반은하인 나선은하 마페이 2도 발견하였다. 이 천체는 근적외선 영역에서 겉보기 크기가 최대 50"이지만 청색광에 민감한 건판에서는 보이지 않는다. 은하의 스펙트럼에는 어떠한 방출 또는 흡수선조차도 없었다. 후에 마페이 1은 약전파(radio-quiet)를 보여주었다. 1970년에 하이런 스핀래드는 마페이 1이 근처에 있는 숨겨진 거대타원은하임을 주장하였다. 마페이 1은 은하수의 뒤에 가려지지 않았다면 북반구 하늘에서 가장 밝은 은하 열 손가락 안에 꼽혔을 것이다.
마페이 1이 희미해 보이기 때문에, 마페이 1에 대한 안시관측은 매우 어두운 하늘에서 고품질의 성도와 최소한 직경 30~35 cm의 망원경을 필요로 한다.

## 거리
마페이 1은 회피대의 중심에 있는 은하면으로부터 거의 0.55˚만큼 떨어져 있으며 가시광선에서 소광 등급이 약 4.7 등급(약 1/70배)이다. 소광 뿐만 아니라 마페이 1에 대한 관측은 은하가 그 자체와 쉽게 혼동될 수 있는 무수히 많은 우리은하의 희미한 별들에 의해 가려져 있다는 사실로 인해 더욱 힘들다. 그에 대한 결과로 마페이 1까지의 거리를 측정하는 것은 특히나 어려움이 있어왔다.
1971년, 마페이 1의 발견 직후에 하이런 스핀래드는 마페이 1까지의 거리를 국부은하군의 내부에 해당하는 약 1 Mpc 정도로 측정하였다. 1983년에 로널드 부타와 마셜 맥콜은 이 측정을 타원은하에 대한 광도와 속도분산 사이의 일반 관계를 이용하여 2.1+1.3 -0.8 Mpc 정도로 수정하였다. 그러한 거리는 마페이 1이 국부은하군의 꽤 바깥쪽에 있음을 시사하나, 이전의 값에 영향력을 주기에 충분할 정도로 가까웠다.
1993년 게라드 루피노와 존 톤리는 표면밝기 요동을 이용하여 마페이 1까지의 거리를 4.15 ± 0.5 Mpc 정도로 측정하였다. 2001년 말에, 팀 데이비지와 시드니 반 덴 버그는 조율된 광학기구(adaptive optics)를 통해 마페이 1에 있는 가장 밝은 점근거성가지 별을 관측하여 태양으로부터 은하까지의 거리가 4.4+0.6-0.5 Mpc에 있음을 결론내렸다. 마페이 1까지의 거리에 대한 최신의 측정은 개선된 타원은하의 광도/속도분산 관계와 갱신된 성간소광량에 근거하여 2.85 ± 0.36 Mpc이다.
지난 20년 간 보고된 먼 거리(≥3 Mpc)는 마페이 1이 국부은하군이 마페이 1의 운동에 상당한 영향을 미칠 정도로 충분히 가깝지 않음을 시사한다.
마페이 1은 태양으로부터 약 66 km/s의 속도로 멀어지고 있다. 그러나 국부은하군의 질량중심에 대한 은하의 속도는 297 km/s이다. 이것은 마페이 1이 우주의 팽창에 영향을 받음을 의미한다.

## 형태

### 크기 및 형태

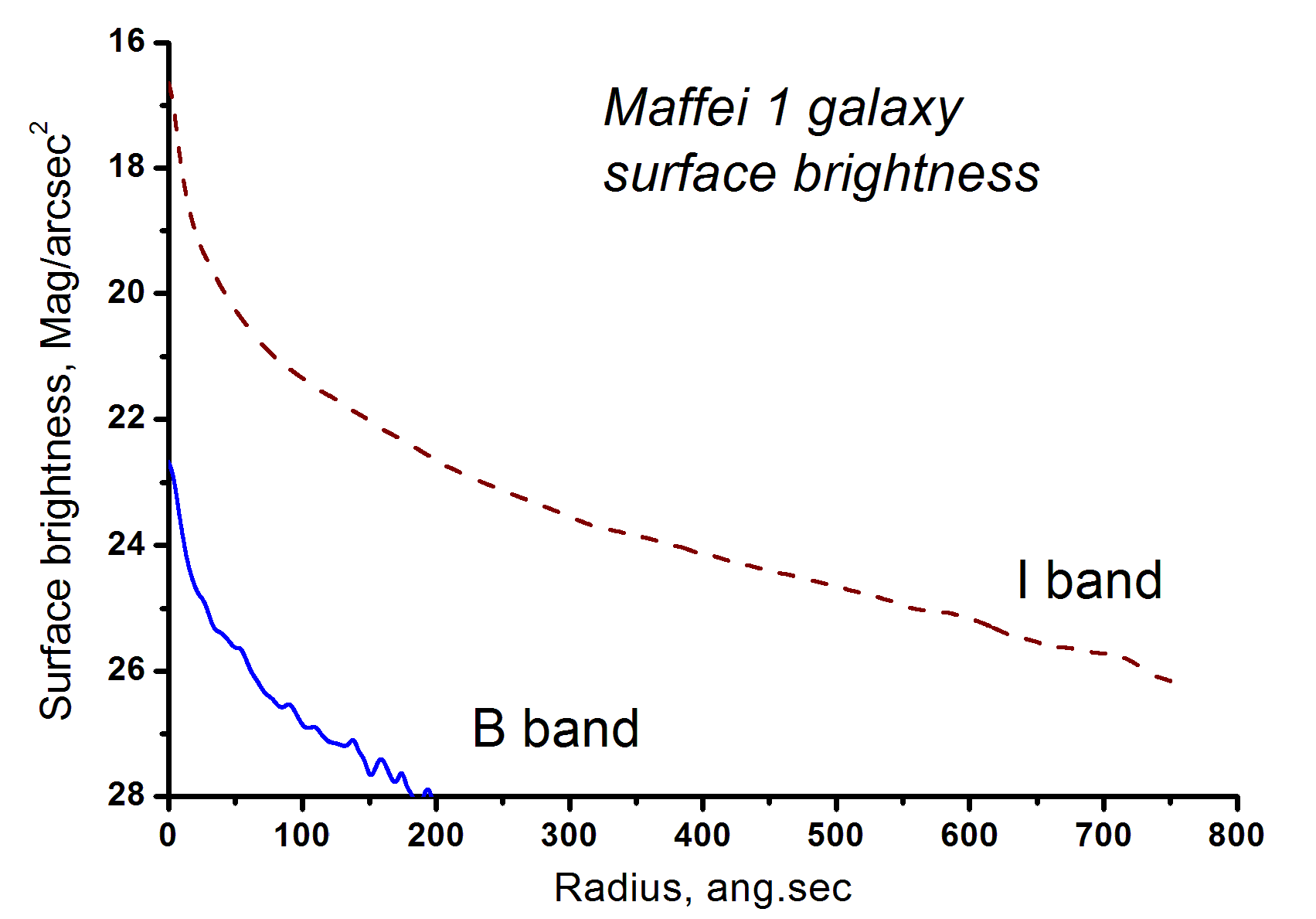
청색(B-대역) 및 근적외선(I-대역) 영역에서의 마페이 1의 표면밝기 윤곽.

마페이 1은 허블 분류 체계에서 E3형으로 분류된 거대타원은하이다. 이는 약간 평탄하고 단축이 장축의 70%에 해당함을 의미한다. 또한 마페이 1은 상자형(E(b)3형)을 띠고 있는 것에 비해서, 중심 영역(반경 ~ 34 pc)은 r1/4 법칙에 비해 방출광이 모자라다. 이것은 마페이 1이 타원 핵형임을 의미한다. 상자 형태와 어두운 핵의 존재는 무거운 타원은하와 왜소한 타원은하 사이에 있는 전형적인 중간형 타원은하에서 나타난다.

## 겉보기 크기
마페이 1의 겉보기 크기는 파장에 따라서 크게 다르다. 그 이유는 우리은하에 의해 심하게 가려져 있기 때문이다. 청색광에서의 크기는 1~2'인데 비해 근적외선에서는 장축이 23'(달의 시지름의 3/4 이상)에 이른다. 3 Mpc의 거리에 있을 때 실제 크기는 약 23 kpc이다. 마페이 1의 총 가시절대등급 Mv = -20.8으로, 우리은하의 밝기와 견줄 만하다.

## 은하핵 구조
마페이 1은 중심에 약 1.2 pc 크기의 매우 작은 청색의 은하핵을 가지고 있다. 이 은하핵은 약 29 태양질량에 해당하는 이온화된 수소를 포함하고 있다. 이는 은하핵이 최근에 별의 형성을 겪었음을 시사한다. 마페이 1의 중심에는 활동은하핵(AGN)의 징후가 없다. 중심에서의 X-선 방출은 거대해서 수 많은 항성 광원으로부터 발생한 것으로 보인다.

## 은하군의 구성원
마페이 1은 국부 은하군 근처에 있는 은하군의 주요 구성원이다. 은하군의 다른 구성원으로는 거대나선은하 IC 342와 마페이 2가 있다.

## 위성 은하
또 마페이 1은 위성 은하로 작은 나선 은하 드윙글루 1을 가지고 있으며, 뿐만 아니라 MB1과 같은 수많은 왜소한 위성은하를 가지고 있다. IC 342/마페이 은하군은 우리 은하로부터 가장 가까운 은하군이다.

## 같이 보기
- 위성 은하
- 국부 은하군
- 마페이 2
- 은하군

### 내용주
1. ↑  "이스트먼 감광유제 I-N"(eastman emulsion I-N)은 20세기에 이스트먼 코닥이 만든 사진 건판의 일종을 의미한다. 이것은 적외선 스펙트럼의 초근적외선 부분에서 민감하며 그 시대에 천문 관측에 폭넓게 이용되었다. 그러나 이 감광유제는 장시간 노출을 필요로 하였고, 종종 극도로 민감화(hyper-sensitized)되었다.[5]
2. ↑  r1/4 법칙(드 보클레르 법칙)은 타원은하의 표면밝기가 은하의 반지름에 대해 어떻게 변하는지 보여주는 경험적인 관계이다. 법칙의 공식은 다음과 같다. {\displaystyle \mu =A+Br^{1/4}} 여기서 r은 반경, μ는 표면밝기(등급/제곱초)이며, A와 B는 경험에 따른 상수이다.[11]